# John Arthur (pugile)
John Duncan Arthur, detto Johnny (Springs, 29 agosto 1929 – White River, 19 maggio 2005), è stato un pugile sudafricano.
Vinse la medaglia di bronzo ai Giochi della XIV Olimpiade del 1948, nei pesi massimi.

## Palmarès

### Olimpiadi
- 1 medaglia:
  - 1 bronzo (Londra 1948 nei pesi massimi)